# بخش چینگبایجیانگ
بخش چینگبایجیانگ (به لاتین: Qingbaijiang District) یک منطقهٔ مسکونی در چین است که در چنگدو واقع شده‌است. بخش چینگبایجیانگ ۳۷۸٫۹۴ کیلومتر مربع مساحت و ۳۸۱٬۷۹۲ نفر جمعیت دارد.